# JVC

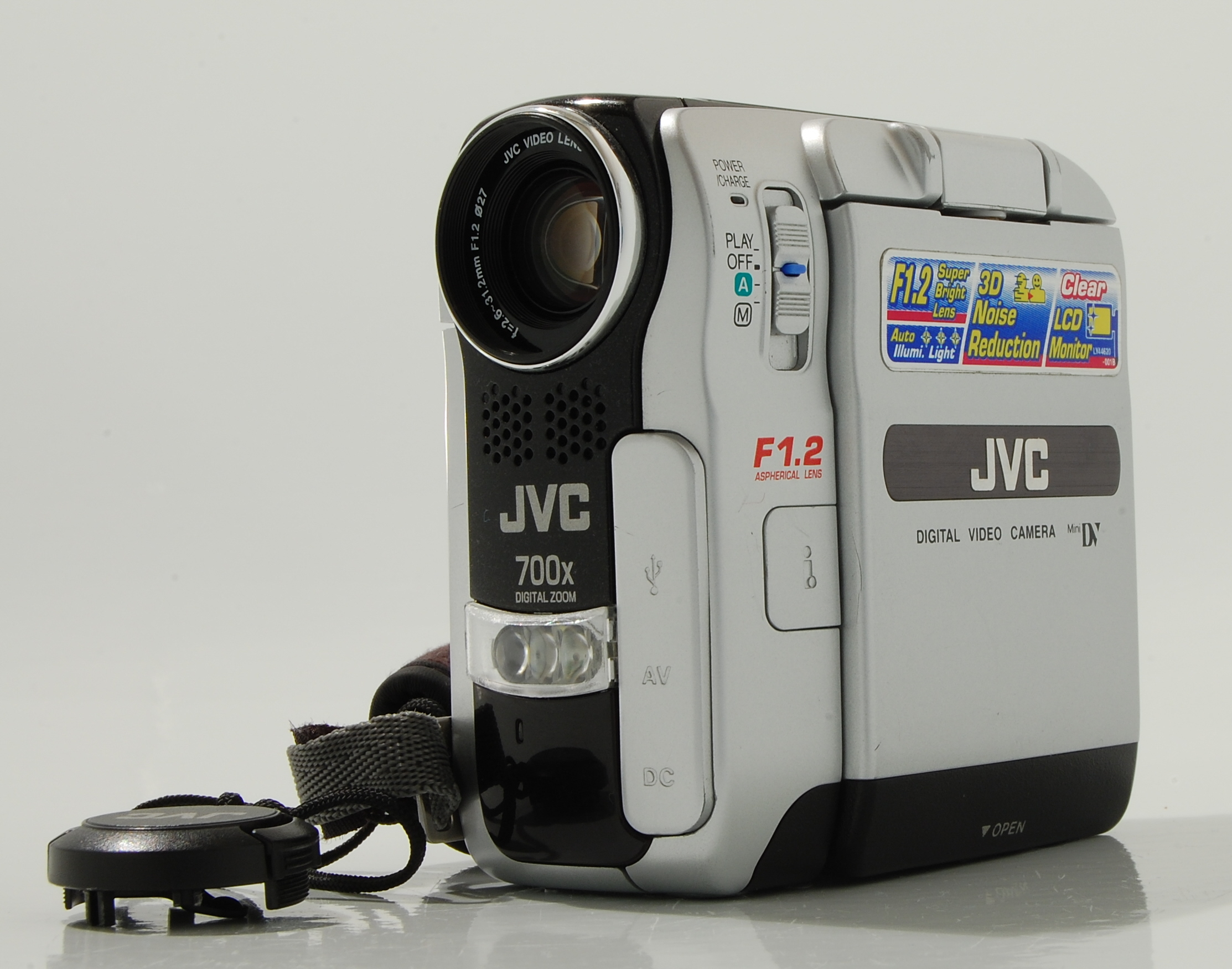
JVC videokamera.

JVC eller Japan Victor Company är ett stort internationellt företag som tillverkar ljud-, video- och konsumentelektronik. Företaget grundades 1927. Mellan 1953 och 2008 var företaget ägt av det japanska storföretaget Panasonic Corporation.
JVC är skaparen av VHS-systemet för videokassetter, vilket kom 1976.